# Convento de Santa Clara la Real
El Convento de Santa Clara la Real es el primer convento establecido en el Nuevo Reino de Granada en 1571. Está conformado por 8 galerías con soportes octogonales y arcos de medio punto, acompañado de columnas de piedra dórico-toscanas. Fue el lugar donde la escritora Francisca Josefa del Castillo  escribió las 753 páginas de su obra cumbre, siendo también mecenas del arte y abadesa.

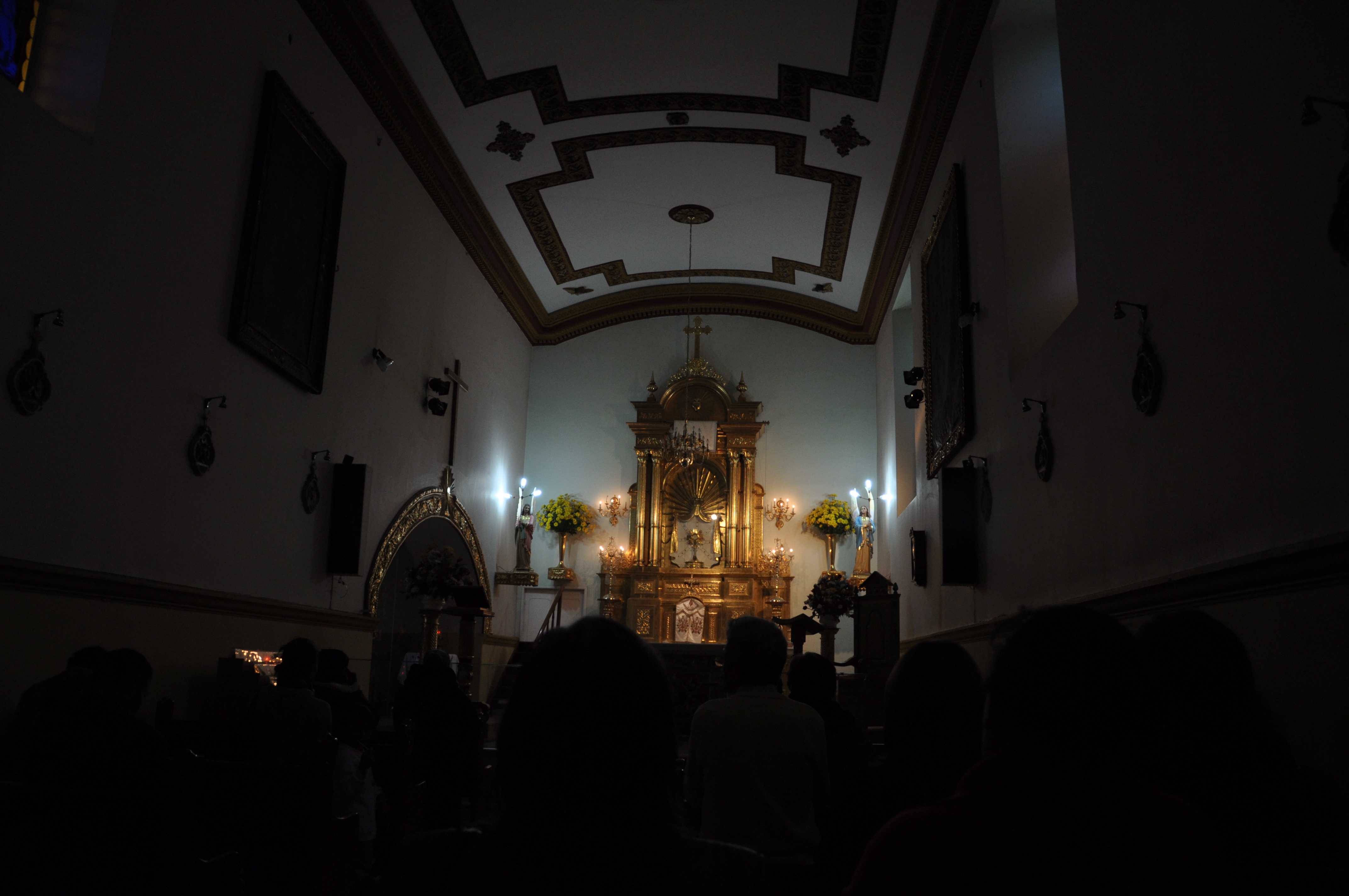
Detalle del atrio central, vaya fotón

La Iglesia de Santa Clara es un templo iniciado a finales del siglo XVI en el centro urbano de Tunja. La escritora mística Francisca Josefa del Castillo y Guevara reposa en una cripta en su interior. Posee una celosía Mudéjar al costado del coro y un arco toral de estilo Gótico Isabelino. Las piezas más importantes son el lienzo de la Virgen de la Antigua de finales del siglo XVII conferido por ciudadanos procedentes de Sevilla, el óleo de San Agustín del pintor Vásquez y Ceballos, del cual solo permanece una de sus dos partes ya que la primera fue sacada en 1886 durante el caso de destierro por la famosa "Ley de desamortización de bienes de manos muertas" durante la presidencia de Tomás Cipriano de Mosquera. Dicha parte se conserva en la Mansión de la Gobernación. Otras obras que se encuentran allí son las del romano Angelino Medoro y del milanés Francisco di Pozo.